# The White Sister (1923)
The White Sister is een Amerikaanse dramafilm uit 1923 onder regie van Henry King. De film werd destijds in Nederland uitgebracht onder de titel De witte non.

## Verhaal
Angela Chiaromonte is de dochter van een rijke zakenman, die sterft door een val van zijn paard. Ze erft het landhuis, maar haar oudere halfzussen azen ook op die erfenis. Angela trouwt met kapitein Giovanni Severini, maar haar man wordt ontvoerd op weg naar Afrika.

## Rolverdeling
| Acteur               | Personage                  |
| -------------------- | -------------------------- |
| Lillian Gish         | Angela Chiaromonte         |
| Ronald Colman        | Kapitein Giovanni Severini |
| Gail Kane            | Markiezin di Mola          |
| J. Barney Sherry     | Monseigneur Saracinesca    |
| Charles Lane         | Prins Chiaromonte          |
| Juliette La Violette | Madame Bernard             |
| Gustavo Serena       | Professor Ugo Severi       |
| Alfredo Bertone      | Filmore Durand             |
| Roman Ibanez         | Graaf del Ferice           |
| Alfredo Martinelli   | Alfredo del Ferice         |
| Ida Carloni Talli    | Moeder-overste             |
| Giovanni Viccola     | Generaal Mazzini           |
| Antonio Barda        | Privéleraar van Alfredo    |
| Giacomo D'Attino     | Procureur van de prins     |
| Michele Gualdi       | Procureur van de graaf     |